# Takeshi Yamaguchi
Takeshi Yamaguchi (japanisch 山口 武士 Yamaguchi Takeshi; * 10. Juni 1979 in der Präfektur Kumamoto) ist ein ehemaliger japanischer Fußballspieler.

## Karriere
Yamaguchi erlernte das Fußballspielen in der Schulmannschaft der Ozu High School. Seinen ersten Vertrag unterschrieb er 1998 bei Kashima Antlers. Der Verein spielte in der höchsten Liga des Landes, der J1 League. 2000 wurde er an den Zweitligisten Ōita Trinita ausgeliehen. 2001 kehrte er zu Kashima Antlers zurück. 2002 wechselte er zum Drittligisten Sony Sendai FC. 2005 wechselte er zu Rosso Kumamoto (heute: Roasso Kumamoto). 2007 wurde er mit dem Verein Vizemeister der Japan Football League und stieg in die J2 League auf. Ende 2009 beendete er seine Karriere als Fußballspieler.

## Erfolge
Kashima Antlers
- J1 League

Meister: 1998, 2001
- J.League Cup

Finalist: 1999